# Tocasta iopyrrha
Tocasta iopyrrha är en fjärilsart som beskrevs av Edward Meyrick 1937. Tocasta iopyrrha ingår i släktet Tocasta och familjen gräsmalar, Elachistidae. Inga underarter finns listade i Catalogue of Life.